# Мадагаскарска дървесна боа
Мадагаскарската дървесна боа (Sanzinia madagascariensis) е вид влечуго от семейство Боидни (Boidae), единствен представител на род Sanzinia. Мадагаскарската дървесна боа има разнообразна окраска, която включва цветове от зелено до кафяво, често със сложни шарки. Тя може да нараства до дължина от около 1.5 до 2 метра.

## Разпространение
Видът е разпространен в Мадагаскар.